# Rudolf Veiel
Rudolf Veiel (Stoccarda, 10 dicembre 1883 – Stoccarda, 19 marzo 1956) è stato un generale tedesco della Wehrmacht durante la seconda guerra mondiale.

## Biografia
Veiel si arruolò nell'Esercito imperiale tedesco nel 1904 e venne commissionato come ufficiale nel 1905. Durante la prima guerra mondiale servi nella cavalleria del Württemberg. Dopo la guerra fu membro dei Freikorps del  Württemberg (1919). Dall'ottobre 1920 servì nella Reichswehr. Nel 1938 venne nominato comandante della 2. Panzer-Division. Nel 1933 era stato promosso al grado di Oberst (colonnello) a Generalmajor (maggior generale) nel 1937 e a Generalleutnant (tenente generale) nel 1938.
nelle prime fasi della seconda guerra mondiale Veiel guidò la divisione durante la Campagna di Polonia, la Campagna di Francia, l'Operazione Marita, l'Invasione della Jugoslavia e l'Operazione Barbarossa. Il 3 giugno 1940 venne decorato con la Croce di Cavaliere della Croce di Ferro. Nel 1942 venne promosso al grado di General der Panzertruppe (Generale delle truppe corazzate). In seguito comandò lo XLVIII. Panzerkorps. Dopo il 28 settembre tenne una carica nello stato maggiore del Gruppo d'armate Centro.
dal settembre 1943 al 20 luglio 1944 fu comandante generale del V settore di battaglia (Wehrkreis V) a Stoccarda. Venne rimosso dal comando per via della sua complicità nell'Attentato a Hitler del 20 luglio 1944. Il 16 aprile 1945 venne posto nell'ufficio della riserva (Führerreserve) dell'alto comando (Oberkommando des Heeres, o OKW). Dopo la fine della seconda guerra mondiale passò due anni come prigioniero delle truppe statunitensi. Venne rilasciato nel 1947 e morì nel 1956 all'età di 72 anni.